# Dov Josef
Dov Josef (hebrejsky: דב יוסף, narozen jako Bernard Joseph; 27. května 1899 – 7. ledna 1980) byl izraelský politik a státník. V průběhu prvního a druhého Knesetu zastával četné ministerské posty a byl v pořadí druhým izraelským ministrem spravedlnosti, který tuto funkci zastával dvakrát (v letech 1951–52 a 1961–66).

## Biografie
Josef se narodil v Montrealu v Kanadě jako Bernard Joseph. Vystudoval práva na McGill University, Université Laval a University of London. Do tehdy ještě osmanské Palestiny imigroval v rámci kanadské židovské legie, kterou pomáhal organizovat. Po konci první světové války pracoval v mandátní Palestině jako advokát. Během izraelské války za nezávislost sloužil během blokády Jeruzaléma jako jeho vojenský guvernér.

### Politická kariéra
V roce 1933 vstoupil Josef do Ben Gurionovy strany Mapaj a v prvních parlamentních volbách v lednu 1949 byl zvolen poslancem Knesetu. V první vládě byl nejprve jmenován ministrem přídělového systému a zásobování, což byla klíčová funkce v přídělovém období. V červnu 1949 byl dále jmenován ministrem zemědělství.
První vláda padla v říjnu 1950 kvůli tahanicím ohledně uprchlických táborů a náboženského vzdělávání, ale rovněž proto, že chtěl Ben Gurion zrušit ministerstvo přídělového systému a zásobování. Tehdejší ministerský předseda Ben Gurion si nakonec prosadil svou a v jeho druhé vládě byl Josef přesunut na post ministra dopravy.
Svůj post si udržel i po volbách v roce 1951, po kterých byl jmenován ministrem spravedlnosti a ministrem obchodu a průmyslu (o křeslo ministra spravedlnosti přišel v červnu 1952). Poté, co v prosinci 1952 opět padla vláda kvůli náboženskému vzdělávání, byl Josef nejprve v nové vládě jmenován ministrem bez portfeje, načež byl v červnu 1953 přesunut na ministerstvo rozvoje. Tuto funkci si udržel i po výměně ministerského předsedy, kdy po rezignaci Davida Ben Guriona nahradil Moše Šaret. Poté, co Šaret rezignoval a zformoval novou vládu v roce 1955, Josef zůstal ministrem rozvoje a nadto se stal také ministrem zdravotnictví.
Poslanecký mandát si udržel i po volbách v roce 1955, po kterých však nebyl jmenován na žádnou ministerskou funkci. O poslanecký mandát přišel v následujících volbách v roce 1959 a nikdy se již znovu poslancem nestal. Navzdory tomu se za pátého Knesetu stal ministrem spravedlnosti v Ben Gurionově vládě. Ministrem spravedlnosti zůstal i poté, co Ben Guriona nahradil Levi Eškol, avšak o post přišel po volbách v roce 1965.
V roce 1960 způsobil politický skandál vydáním autobiografické knihy „The Faithful City,“ ve které se soustředil na obléhání Jeruzaléma v roce 1948. Tvrdil v ní, že mu velitel Jeruzaléma David Šaltiel dal špatné informace o situaci ve městě, což zapříčinilo porážku ve Starém městě.